# Comocladia platyphylla
Comocladia platyphylla là một loài thực vật có hoa trong họ Đào lộn hột. Loài này được A.Rich. ex Griseb. mô tả khoa học đầu tiên năm 1866.